# بطريركية الإسكندرية للروم الأرثوذكس
بطريركية الإسكندرية للروم الأرثوذكس هي كنيسة أرثوذكسية شرقية.
مؤسس كنيسة الإسكندرية هو مرقس كما روى جيروم وأفسابيوس، هناك من يشك في ذلك لأن أكليمنضوس الإسكندري وأوريجينس لا يذكران ذلك. تعتبر كنيسة صغيرة بعد انفصال «اللاخلقدونيين» الرافضين لمجمع خلقدونية في القرن الخامس. كان عدد الخلقدونيين أكثر، مما هو عليه الآن، إذ أن عدد الكنائس الخلقدونية كانت سبعين كنيسة في القرن السابع بعد أن اعتلى يوحنا الرحيم الكرسي البطريركي.
عدد المؤمنين حالياً يتجاوز 12 مليون في كل أفريقيا [بحاجة لمصدر]. بطريرك الإسكندرية يحمل لقب «بابا»، إذ انه تم استخدامه في الإسكندرية قبل روما، وهو البابا تيودوروس الثاني.
وهذه الكنيسة هي عضو في مجلس كنائس الشرق الأوسط.

## قائمة ابرشيات الروم الارثوذكس في مصر
ابرشيات الروم الارثوذكس في مصر
- مطرانية طنطا وتوابعها - المتروبوليت نيقولا أنطونيو، مطران طنطا وتوابعها (إرموبوليوس) والوكيل البطريركي للأرثوذكس المصريين والمتحدث الرسمي للبطريركية
- مطرانية بورسعيد ومطرانية الاسماعيلية - المتروبوليت نيفون، مطران بورسعيد وتوابعها (بيلوسِيُو) ورئيس دير مارجرجس بمصر القديمة والمشرف على مطرانية الإسماعلية وتوابعها (ليوندوبوليوس)
- مطرانية مصر الجديدة وتوابعها - المتروبوليت نيقوديموس، مطران مصر الجديدة وتوابعها (ممفيس) والوكيل البطريركي بالقاهرة
- مطرانية شمال الدلتا - المتروبوليت ناركيسوس، مطران نفكراتوس (شمال الدلتا) والوكيل البطريركي في الإسكندرية
- أسقفية دمياط - الأسقف جرمانوس، أسقف تامياثيوس (دمياط) ورئيس دير القديس سابا البطريركي بالإسكندرية

## قائمة كنائس الروم الارثوذكس في مصر
كنائس الروم الارثوذكس في مصر
- كنيسة القديس جورج في القاهرة
- كنيسة القديس نيقولاوس بمصر الجديدة
- كنيسة القديس إسبريدون في حلوان
- كنيسة رؤساء الملائكة - الظاهر
- كنيسة القديس قسطنطين والقديسة هيلانة بالقاهرة
- كاتدرائية دير القديس سابا، المقر البطريركي الإسكندرية[6]
- كنيسة رقاد العذراء بالإسكندرية
- كنيسة القديس أنطونيوس الكبير الشاطبي – الإسكندرية
- كنيسة بشارة العذراء مريم، المنشية الإسكندرية
- كنيسة القديسين جاورجيوس ونيقولاوس للروم الارثوذكس بدمياط
- كنيسة القديس جيورجيوس بطنطا
- كنيسة دخول السيد المسيح إلى الهيكل بطنطا
- كنيسة القديس نيقولاس للروم الأرثوذكس ببور سعيد
- كنيسة القديس نيقولاوس بالمنصورة

## وصلات خارجية
- موقع بطريركية الإسكندرية للروم الأرثوذكس